# Варангер-фьорд
Вара́нгер-фьорд, также Варенгская губа, Варя́жский зали́в и Варенский залив (норв. Varangerfjorden) — залив в Баренцевом море, между российским полуостровом Рыбачий и норвежским полуостровом Варангер. Самый восточный фьорд Норвегии. Длина 90 км, ширина у входа в залив достигает 50 км, глубина до 420 м. Образует хорошие гавани; в южный берег вдаётся Бёк-фьорд (река Патсойоки) и губы Ворьема (река Ворьема), Долгая Щель, Полютиха-Западная и Базарная, в юго-восточную часть берега — губы Печенга, Амбарная, Большая Волоковая и Малая Волоковая.
Благодаря Гольфстриму залив замерзает только в самые суровые зимы. Богат рыбой. По берегу находятся рудниковые месторождения с преобладанием свинца и цинка. Приливы полусуточные величиной до 2,2 м. На заливе расположены норвежские порты Вардё и Вадсё.

## История
С. К. Кузнецов полагал, что легендарная Биармия, куда совершил своё путешествие Оттар, была расположена либо близ Варенгской губы, либо близ Кольской губы, так как именно в районе полуостровов Варангер и Рыбачий берег поворачивает на юг.
С начала XVII века и до начала XIX века считались совместным норвежско-русским общинным районом.
В 1826 году Российская империя и Норвегия заключили договор о границе, согласно которому залив с прибрежьем отошли к Норвегии (за Россией осталась лишь Печенга с окрестностями).
В 1855 году, когда Крымская война ослабила Россию, король Оскар I был вынужден заключить союз с Великобританией и Францией (Ноябрьский договор 1855 года).
В 1920—1944 годах к Варяжскому заливу имела выход и Финляндия — округ Петсамо, позднее переданный СССР.
11 июля 2007 года было заключено соглашение между Российской Федерацией и Королевством Норвегия о разграничении морских пространств в районе Варангер-фьорда.

## Острова
В российской части расположены Айновские острова (в том числе остров Большой Айнов и остров Малый Айнов) у полуострова Средний (к юго-западу от полуострова Рыбачий), высотность которых составляет до 19,5 и 24,7 м над уровнем моря соответственно. У западного берега полуострова Рыбачий находятся небольшие Кийские острова (в том числе остров Большой Кий и остров Малый Кий). На западе российской части залива, у границы с норвежской, расположены подводные банки Айновские с минимальной глубиной 15 м. У южных берегов залива расположена отделившаяся от материка скала — остров Мунасари.
Единственный крупный остров в норвежской части фьорда — Скугерёйа (129 км²).
- Южный берег Варангер-фьорда
- Остров Скугерёйа в южной части Варяжского залива
- Карта полуострова Немецкий в южной части Варяжского залива

## В культуре
- В романе Леонида Платова «Секретный фарватер» (1963) спецслужбы фашистской Германии публикуют в немецкой прессе дезинформацию о якобы гибели в водах Варангер-фьорда немецкой подлодки «Летучий голландец». Роман экранизирован в 1986 году.
- В акватории Варангер-фьорда происходили события, описываемые в романе Валентина Пикуля «Океанский патруль».